# 人間椅子 (江戸川乱歩)
『人間椅子』（にんげんいす）は、1925年（大正14年）に発表された江戸川乱歩の短編小説、スリラー小説（エログロナンセンス）。プラトン社の大衆娯楽誌『苦楽』の1925年9月号に掲載された。とある女流作家宛の手紙に書かれた、椅子の中に住み、そこに座る女の温もりを味わう男の体験談という形式の物語。
書籍刊行としては1926年1月の『創作探偵小説集第二巻「屋根裏の散歩者」』（春陽堂）が初。乱歩による初期のエログロナンセンス小説の代表作であり、映画やテレビドラマとしても数多く映像化もされている。

## 執筆背景
本作が執筆された1925年は江戸川乱歩が専業作家として歩み始めた年であり、1月より『D坂の殺人事件』を皮切りに『新青年』誌上にて『心理試験』（2月号）、『赤い部屋』（4月号）などの初期代表作を発表していた。もともと乱歩は英米の本格探偵小説を志向しており、処女作『二銭銅貨』や『一枚の切符』、また上記の『D坂の殺人事件』『心理試験』などは、本格探偵小説として高い評価を受け、乱歩自身、執筆した時点で出来を確信していた。しかし、『心理試験』時点で既に種切れで行き詰まっていたと言い、『黒手組』（3月号）や『幽霊』（5月号）などは駄作・愚作とまで言い切るほどであった。こうした苦境の中で、本格ものとするには厳密性に欠ける、もしくは本格ものとして書くことを諦めた『白昼夢』（7月号）や『屋根裏の散歩者』（8月号）は、駄作と自己評価した他作品と同様に自信のないものであったが、その通俗的な、あるいは怪奇的な内容は乱歩の予想に反して読者からは好評であった。
一方、乱歩は川口松太郎の依頼を受けて彼が編集を務めていた大衆娯楽誌『苦楽』7月号に短編探偵小説『夢遊病者の死』（発表時は『夢遊病者彦太郎の死』）を掲載していた。もともと乱歩は『新青年』誌上でしか作品を掲載しておらず、同年は森下雨村の紹介により『写真報知』にも掲載を持ったが、持ち込みや紹介ではなく、雑誌担当者の方から直接乱歩にオファーが出されたのはこれが初めての経験であった。これに乱歩は非常に嬉しく、また得意に感じたという。その後に『屋根裏の散歩者』を読んだ川口から、今度はこのような作品を書いて欲しいと再度依頼を出されて執筆を開始した。しかし、上記の通り、乱歩は種切れで行き詰まっており、『屋根裏の散歩者』の時のような、なにかアイデアのストックがあるわけでもなかった。仕方なく籐椅子に凭れて、もう一脚の籐椅子を眺めながら「椅子、椅子」と呟いて話を思案していたところ、椅子の形が人間がしゃがんだ格好と似ていると思い、「大きな肘掛け椅子なら人間が這入れる。応接間の椅子の中に人間が潜んでいて、その上に男や女が腰を掛けたら怖いだろうな」と閃いたという。しかし、本当に人間が安楽椅子の中に入れるかはわからず、気になったために、当時から親交のあった横溝正史と共に神戸の町を散歩し、家具屋にて実際に椅子に入れるものかと確認した。当初は『椅子になった男の話』という仮題を付けていたが、最終的には『人間椅子』というタイトルにし、『苦楽』の同年9月号にて掲載されることになった。
『人間椅子』は『屋根裏の散歩者』と同様に発表直後から好評であり、たまたまその号にて『苦楽』の今までの掲載作品の読物投票が行われたが、歴々の面々を抑えて本作が1位になったという。こうした高評価を受けて、本来は本格探偵小説を志向していた乱歩は、エログロナンセンスの方へと軸足を移していくことになる。

## あらすじ
外交官を夫に持つ閨秀作家（女性作家のこと）の佳子は、毎朝夫の登庁を見送った後、書斎に籠もり、ファンレターに目を通してから創作にとりかかることが日課だった。ある日、「私」から1通の手紙が届く。それは「私」の犯した罪悪の告白だった。
椅子専門の家具職人である「私」は、容貌が醜いため周囲の人間から蔑まれ、貧しいためにその悔しさを紛らわす術も持たなかった。しかし、私は職人としての腕はそれなりに評価されており、度々凝った椅子の注文が舞い込んだ。
ある日、外国人専門のホテルに納品される椅子を製作していた私は出来心から、椅子の中に人間が一人入り込める空洞を作り、水と食料と共にその中に入り込んだ。自分が椅子の中に入り込んだ時に、その椅子はホテルに納品されてしまう。それ以来、私は昼は椅子の中にこもり、夜になると椅子から這い出て、盗みを働くようになった。盗みで一財産出来たころ、私は外国人の少女が自分の上に座る感触を革ごしに感じることに喜びを感じた。それ以来、私は女性の感触を革ごしに感じることに夢中になった。やがて、私は言葉がわからない外国人ではなく日本人の女性の感触を感じたいと願うようになった。
私がそんな願いを持つようになったころ、ホテルの持ち主が変わり、私が潜んでいた椅子は古道具屋に売られてしまう。古道具屋で私の椅子を買い求めたのは日本人の官吏だった。だが書斎に置かれた私の椅子にもっぱら座るのは、著作にふける若く美しい夫人であった。私は念願の日本人女性の感触に胸を躍らせ、一方的な恋情を募らせていった。次第に自分の存在を夫人に伝えたいと思うようになった私は、とうとう椅子から出て夫人に手紙を書くことにした。その夫人とは佳子のことであった。
恐怖に襲われ書斎を離れた佳子のもとに、手紙と同じ筆跡のもうひとつの封書が届く。そこには先に送った創作を批評してもらいたいと書かれていた。

## 映画

### 1997年版
1997年4月19日に公開。製作・配給はケイエスエス。

#### スタッフ
- 監督・脚本：水谷俊之
- 製作：須崎一夫
- プロデューサー：下田淳行
- 音楽：澄淳子

#### キャスト
- 篠崎佳子：清水美砂
- 清水昭一郎：國村隼
- 人間椅子：山路和弘
- 民江：光浦靖子
- 吉村：温水洋一
- 山中：大鷹明良
- 昭一郎の友人：菅原大吉、趙方豪
- タイトスカートのモガ：前川麻子
- バレエ好きの若い娘：網浜直子
- パーティードレスの女：立河宜子、藤原紀香
- カフェの女性歌手：澄淳子

### 2007年版
2007年6月30日に公開。PG-12指定。

#### スタッフ
- 監督：佐藤圭作
- 製作：松下順一
- プロデューサー：武内健
- 脚本：佐藤圭作、武井彩

#### キャスト
- 倉田真里：宮地真緒
- 今野佳子：小沢真珠
- 大河内俊作：石川謙
- 小原茂樹：板尾創路
- 人間椅子男：辻修

## テレビドラマ
- 1970年、『江戸川乱歩シリーズ 明智小五郎』の8話「貴女は覗かれている」として放送された。
- 1984年、土曜ワイド劇場『江戸川乱歩の美女シリーズ』の22作品目として放送された。
- 1994年、TBSのスペシャルドラマ「乱歩-妖しき女たち-」の中の1話として放送された。家具職人の語り・佐野史郎、佳子・床嶋佳子
- 2004年、日本テレビ系のテレビドラマ『乱歩R』の第1話として放送された。
- 2016年、NHK BSプレミアムの『シリーズ・江戸川乱歩短編集II 妖しい愛の物語』の第3話として放送された。家具職人の語り・中村靖日、佳子・満島ひかり

## 舞台
MAG.netが企画する朗読演劇シリーズ「極上文學」の第11弾にて舞台化。上演の際は、江戸川乱歩の『魔術師』と合わせた内容で舞台化された。
極上文學 第11弾『人間椅子／魔術師』
- 東京：2016年11月30日 - 12月4日、全労済ホール／スペース・ゼロ
- 大阪：2016年12月23日 - 25日、近鉄アート館

### スタッフ
- 演出：キムラ真
- 脚本：神楽澤小虎
- 音楽：橋本啓一
- コレオグラファー：美木マサオ
- キービジュアル：尚月地
- プロデューサー：吉井敏久
- 製作：CLIE

### キャスト
足立英昭、石井マーク、伊勢大貴、小西成弥、長江崚行、松田洋治、松本寛也、水澤賢人、村田充、ROLLY

## 漫画
- 集英社 『江戸川乱歩 異人館』1巻（ISBN 978-4-088-79126-5）に「座男〜人間椅子〜」として収録。山口譲司
- 小学館 『パラフィリア～人間椅子奇譚～』佐藤まさき作、既刊1巻（ISBN 978-4091892959）は「人間椅子」に着想している。